# Día Mundial de la Sonrisa
El Día Mundial de la Sonrisa o Día de la Sonrisa se celebra cada año el primer viernes del mes de octubre.
La idea surgió de Harvey Ball, artista comercial, creador de la Smiley Face.

## Historia
Desde 1999 que Harvey impulsó la idea de celebrar, cada primer viernes de octubre, el día de la sonrisa.
En el año 2001, el creador de la Smiley Face falleció pero se creó la Harvey Ball World Smile Foundation, en honor al diseñador. A partir de ese año la fundación es patrocinadora del Día Mundial de la Sonrisa.
Cada año se recaudan fondos para obras de caridad. Se fomenta la alegría y buenas obras en todo el mundo, también que por un día, por lo menos, seamos amables con todo el mundo para contagiarlos.